# Làu máu
Làu máu hay còn gọi móng bò hoa chanh, móng bò đà nẵng (danh pháp khoa học: Bauhinia touranensis) là một loài thực vật có hoa trong họ Đậu. Loài này được Gagnep. miêu tả khoa học đầu tiên.